# تشارلز فرنانديز
تشارلز فرنانديز (بالإسبانية: Charles Fernandez) هو رياضي خماسي غواتيمالي، ولد في 28 ديسمبر 1995.

## وصلات خارجية
- تشارلز فرنانديز على موقع الاتحاد الدولي للخماسي الحديث (الإنجليزية)
- تشارلز فرنانديز على موقع اللجنة الأولمبية الدولية (الإنجليزية)
- تشارلز فرنانديز على موقع أوليمبيديا (الإنجليزية)